# Gure Esku Dago

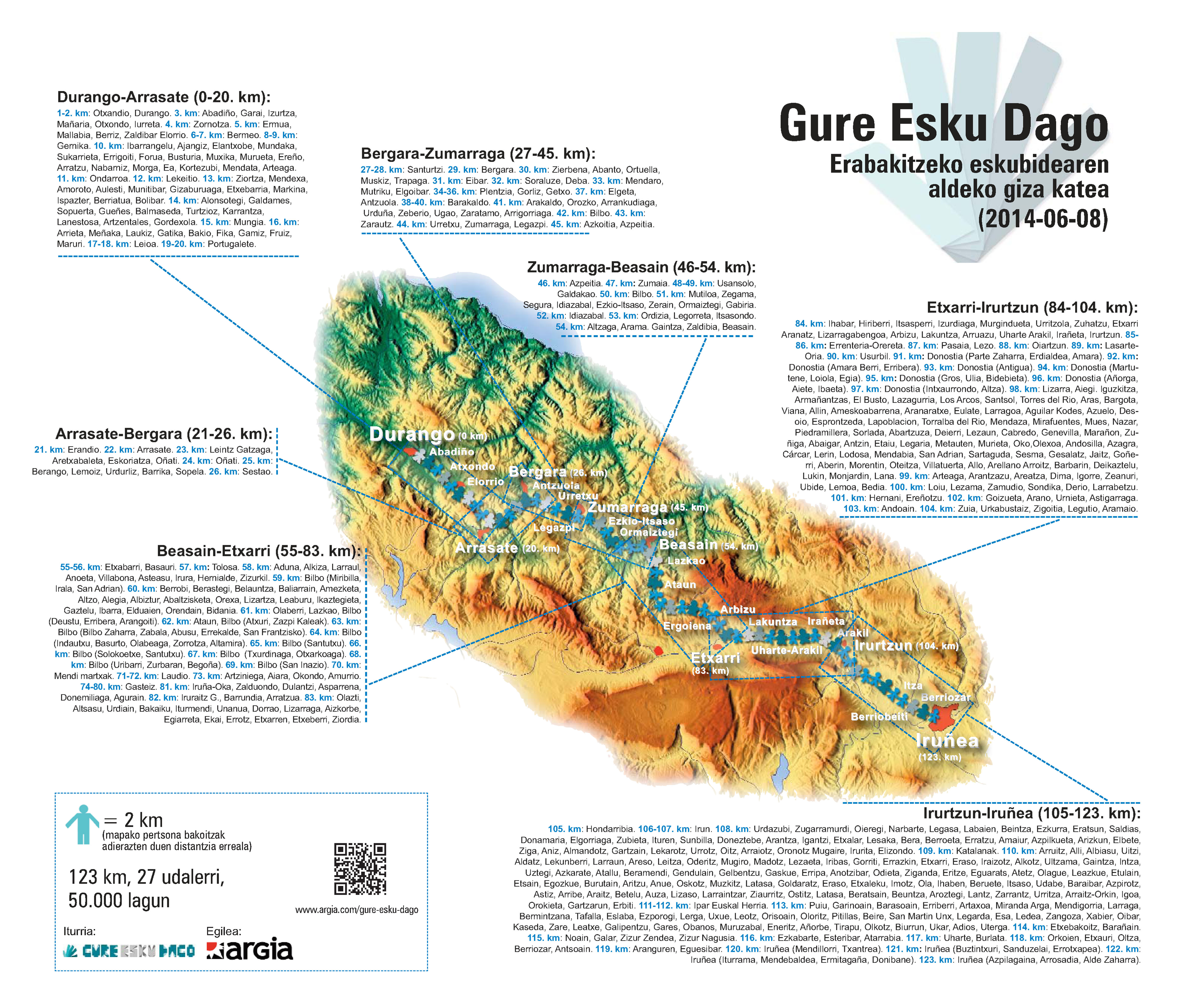
Gràfic de la Cadena Humana Pel Dret A Decidir del País Basc del 8 de juny del 2014.

Gure Esku Dago (traduït en català: "És a les nostres mans") és una plataforma cívica basca fundada el juny de 2013 que vol activar el procés polític basc i que s'emmiralla en l'Assemblea Nacional Catalana. Promou el dret a l'autodeterminació del País Basc. El moviment compta amb el suport de membres destacats del panorama cultural basc com l'escriptor Kirmen Uribe o els músics Kepa Junkera i Eñaut Elorrieta.
| «                | Euskal Herria és una nació, té dret a decidir el seu futur i és només als bascos a qui toca prendre aquesta decisió | » |
| — Gure Esku Dago | |   |

El moviment va sorgir arran del moviment Nazioen Mundua (Nacions del Món) que va tenir lloc a Goierri (Guipúscoa) el 2007. Aquell grup de persones va començar a reivindicar els drets de totes les nacions mitjançant la pràctica de l'esport. El juny de 2013 l'organització es va presentar a Irun, a la Sala Ficoba, on Idurre Eskisabel i Urtzi Urrutikoetxea van presentar l'acte. Olatz Osa va llegir un manifest en basc, Ander Arrese en castellà i René Iglesias en francès. Van fer una altra presentació el novembre de 2013 al Cafè Antzokia de Durango.
Basant-se en l'èxit de la Via Catalana, l'organització vol muntar la Cadena Humana pel Dret A Decidir del País Basc del 2014 entre Durango i Pamplona el 8 de juny de 2014, amb un recorregut total de 130 km, pel que esperen ajuntar unes 50.000 persones. Els organitzadors d'aquest projecte el consideren l'inici d'una nova etapa en el dret d'autodeterminació basc. L'organització basa el seu model en l'Assemblea Nacional Catalana. El dia 29 de març de 2014 van realitzar una cadena humana preparatòria pels carrers de Bilbao.